# Kappův puč
Kappův puč (německy Kapp-Putsch, Kapp-Lüttwitz-Putsch, zřídka Lüttwitz-Kapp-Putsch) byl neúspěšný radikálně pravicový pokus o státní převrat, který se odehrál v březnu 1920 v mladé Výmarské republice. Vzešel z prostředí militaristických kruhů, podporovaných vůdci dobrovolnických sborů i vyššími vojenskými veliteli. Jeho cílem bylo svrhnout vládu a obnovit předválečné pořádky.
Impulsem k puči bylo rozhodnutí vlády o rozpuštění polovojenských jednotek Freikorps, které se v reakci na nařízení vzbouřily a 13. března 1920 obsadily pod vedením generála Walthera von Lüttwitze berlínskou vládní čtvrť. Mnoho vojáků mělo na helmách bílou barvou nakreslený hákový kříž. Vláda nepřistoupila na požadavky povstalců a spolu s prezidentem uprchla do Drážďan, poté do Stuttgartu. V čele pučistů stál Wolfgang Kapp, který byl před válkou vysoce postavený východopruský úředník s konexemi na junkery. Sám sebe jmenoval kancléřem a dosavadní vládu prohlásil za sesazenou. Legitimní kabinet vyzval německý národ k odporu a byla vyhlášena generální stávka, ke které se připojila většina německého obyvatelstva. Po čtyřech dnech pučisté pochopili, že nemají naději na úspěch a Kapp s Lüttwitzem uprchli ze země.

## Předcházející události

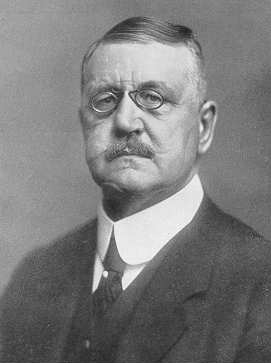
Wolfgang Kapp

Na podzim 1918 pod tíhou prohrané první světové války vypukla v Německu listopadová revoluce, která svrhla monarchii, a moci se ujali sociální demokraté. Vznikla republika s demokraticky volenou vládou. Mladý stát se musel od samého počátku potýkat s levicovými povstáními po celém Německu. Spartakovci povstali v lednu 1919 v Berlíně, v Brémách vznikla republika rad. To samé se opakovalo v březnu 1919 v Berlíně a v Bavorsku. Jelikož byla regulérní armáda v rozkladu, vláda začala spoléhat na polovojenské pravicové jednotky Freikorps. Pomocí nich potlačovala levicové povstání jedno po druhém, ač za cenu velkých ztrát na životech.
V červnu 1919 schválila vláda kancléře Bauera Versailleskou mírovou smlouvu. Německu bylo kromě placení reparací nařízeno snížit stav armády na 100 000 mužů a rozpustit všechny polovojenské sbory. Termín k rozpuštění Freikorps byl dán na 31. března 1920, ale již v červenci 1919 začaly špičky armády přemítat o možnostech svrhnutí demokratické republiky. V listopadu 1919 vzniklo pravicové monarchistické Národní sjednocení (německy: Nationale Vereinigung), z kterého následně vzešly hlavní postavy puče. Členy se stali například východopruský úředník Wolfgang Kapp, Waldemar Pabst, který nařídil popravu vůdce spartakovců Liebknechta, a Luxemburgové či generál ve výslužbě Erich Ludendorff.

## Průběh puče

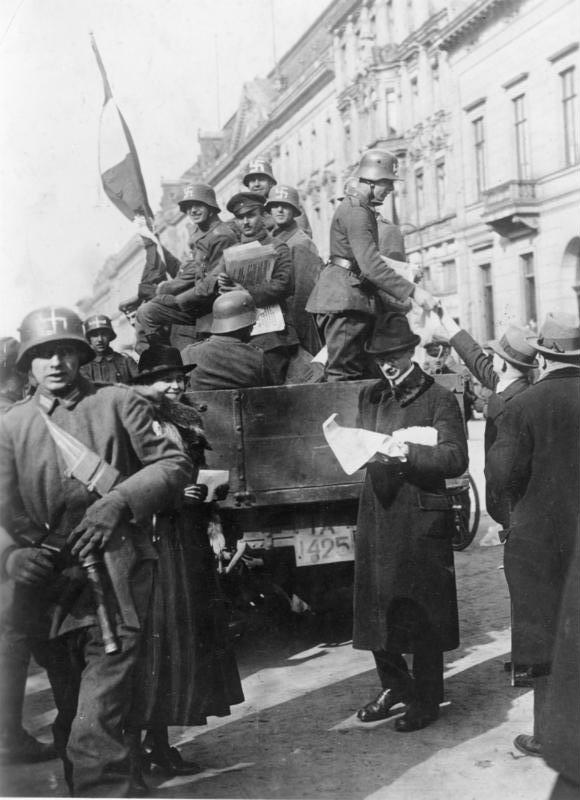
Pučisté rozdávají tiskoviny v Berlíně

Ministr obrany Noske dal 29. února 1920 příkaz k rozpuštění dvou nejsilnějších sborů Freikorps, a to námořní divize Löwenfeld a námořní divize Ehrhardt. Jednotky byly umístěné v Döberitzi nedaleko Berlína a jednalo se o to nejlepší, co mělo Německo v dané době ve zbrani. Sbory tvořily bývalí námořní důstojníci posílení o jednotky, které bojovaly v Lotyšsku proti bolševikům. Velitel jednotek korvetní kapitán Ehrhardt odmítl uposlechnout ministra obrany a na 1. března 1920 nechal uspořádat vojenskou přehlídku, kam Noskeho nepozval. Generál Lüttwitz, vrchní velitel ozbrojených sil v okolí Berlína, kapitána Ehrhardta podpořil s tím, že si Německo nemůže dovolit ztratit žádné elitní jednotky. Ministr obrany následně odebral Freikorps z Lüttwitzeho velení, což generál zcela ignoroval. Souhlasil ale se schůzkou s prezidentem Ebertem. Na schůzce 10. března 1920 přednesl své požadavky, které zahrnovaly rozpuštění sněmu, nové volby, své povýšení na vrchního velitele ozbrojených sil v celé zemi a samozřejmě zrušení rozkazu o rozpuštění Freikorps. Prezident odmítl s tím, že očekává generálovu rezignaci následující den.
Lüttwitz odjel den poté do Döberitze, kde se potkal s velitelem Freikorps Ehrhardtem. Proběhla diskuze o možnostech jeho jednotek obsadit Berlín ještě ten večer. Ehrhardt ujistil generála, že je to možné, ale až ráno 13. března. Lüttwitz dal rozkaz k přípravě vojenských sborů a kontaktoval Národní sjednocení, které se stalo politickým křídlem povstání. Cílem bylo svržení Výmarské republiky a nastolení autoritářského režimu, který měl obnovit pořádky z dob monarchie. Obnovení samotného císařství ale nebylo součástí plánu. Členové Národního sjednocení měli přebrat moc v zemi 13. března 1920. Lüttwitz nakonec nebyl propuštěn ze služby, ale byl suspendován a na členy Národního sjednocení byl 11. března 1920 vydán zatykač. Noske nechal rozmístit ve vládní čtvrti dva pluky policie a jeden regulérní armády.

### Okupace Berlína

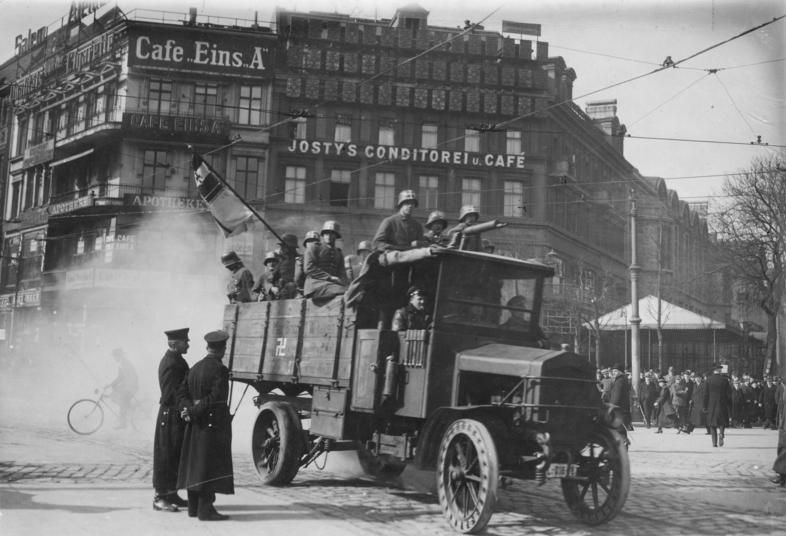
Pučisté na Postupimském náměstí

Vojáci s bílou svastikou na helmách a na vozidlech vyrazili směr Berlín v deset večer 12. března 1920. O hodinu později se o postupujících jednotkách dozvěděl Noske a nechal svolat vládu na jednu hodinu ráno. Generál Seeckt na schůzce odmítl bratrovražedný boj mezi německými jednotkami se slovy: Reichswehr schießt nicht auf Reichswehr (česky Vojsko nestřílí na vojsko). Kabinet se ve čtyři ráno rozhodl o odchodu z Berlína a vyhlášení generální stávky. Vláda ale nebyla jednotná. Sociální demokraté preferovali okamžitý odchod, zatímco němečtí demokraté s katolíky z Centra preferovali zůstat v hlavním městě a vyjednávat s pučisty. Ve čtvrt na sedm opustili sociální demokraté s prezidentem Ebertem město.
O deset minut později vpochodovaly jednotky povstalců před Braniborskou bránu a zabrali kancléřství. Kapp se prohlásil za kancléře a vytvořil prozatímní vládu. Lüttwitz se stal ministrem obrany. Místní jednotky v Berlíně nekladly pučistům žádný odpor. Vojenské velení Východního Pruska, Pomořanska, Braniborska a Slezska oficiálně uznalo novou vládu, tak jako admirál Trotha. V Bavorsku dokonce svrhla armáda vládu sociálních demokratů a nahradila jí pravicovým kabinetem Gustava von Kahra. Zbytek německých států se nepostavil oficiálně na žádnou stranu, i když jejich vojenské jednotky otevřeně sympatizovaly s povstalci. Za pučisty se z politických stran otevřeně postavila pravicová DNVP a část DVP.

### Reakce vlády
Sociálně demokratičtí ministři se uchýlili do Drážďan, kde očekávali podporu od generála Maerckera, ale po rozkazu z Berlína o uvržení ministrů do vězení se přesunuli do Stuttgartu. Kabinet vyhlásil na 14. březen 1920 generální stávku, k níž se přidali odbory a zástupci Nezávislé sociální demokracie a komunistů. Výzva se setkala s nečekaně velkou odezvou. Stávky se zúčastnilo na 12 miliónů lidí po celé zemi, což z ní dělá největší stávku v historii Německa. V celé zemi nevycházely noviny, nejezdila veřejná doprava ani železnice, práce v továrnách utichly. V samotném Berlíně dokonce netekla voda, nešel elektrický proud ani plyn.

### Kolaps

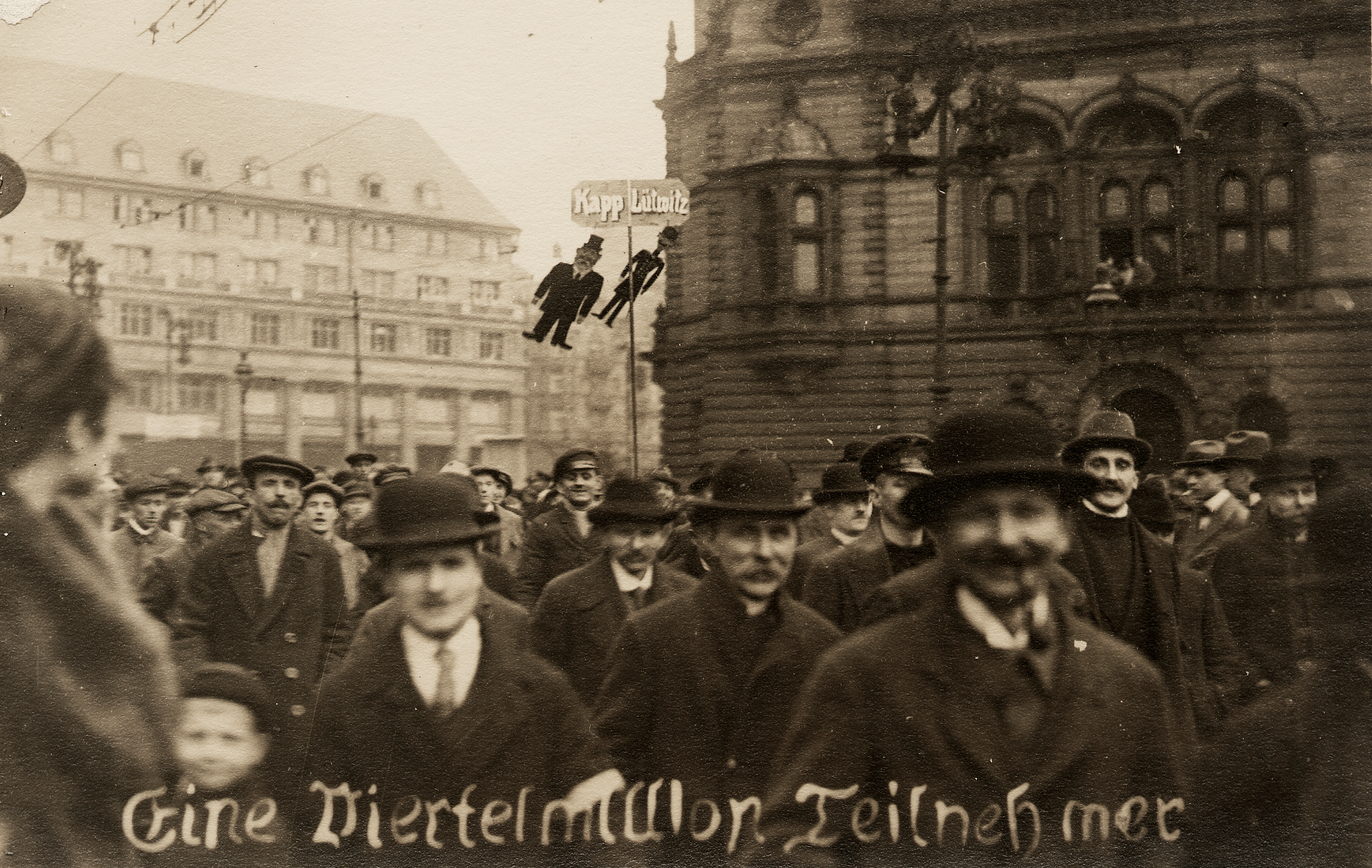
Generální stávka v Berlíně

Ve zcela paralyzované zemi nemohli Kapp s Lüttwitzem vládnout. Demonstranti nereagovali na slib nových voleb, ani na výhrůžky násilného potlačení stávky. Kapp byl nucen 15. března propustit z vazby bývalé členy vlády a začít vyjednávat. Jednání s pučisty se zúčastnili i zástupci všech nesocialistických stran (Centrum, DDP, DVP a DNVP), kteří po jednání označili za hlavní hrozbu bolševismus. Pučisté neměli být podle dohody svrženi, ale dobrovolně rezignovat, za což měli na oplátku dostat milost. Kapp rezignoval a 17. března emigroval ze země. Lüttwitz se ještě pokusil udržet své pozice jako vojenský diktátor, ale vicekancléř Schiffer za DDP ho nakonec přesvědčil k demisi výměnou za beztrestnost. Lüttwitzovi bylo doporučeno emigrovat a Schiffer mu pomohl zařídit falešný pas a hotovost. Následně byl jmenován vrchním velitelem ozbrojených sil generál Seeckt, který ocenil disciplinovanost námořní brigády Ehrhardt a poslal jí zpátky do kasáren. Kapp skončil v emigraci ve Švédsku, Lüttwitz uprchl do Maďarska. Další představitelé (Pabs a Ehrhardt) odešli do Bavorska, kde se udržel u moci pravicový kabinet Gustava von Kahra, a dále odtud organizovali akce proti republice.

## Následné události

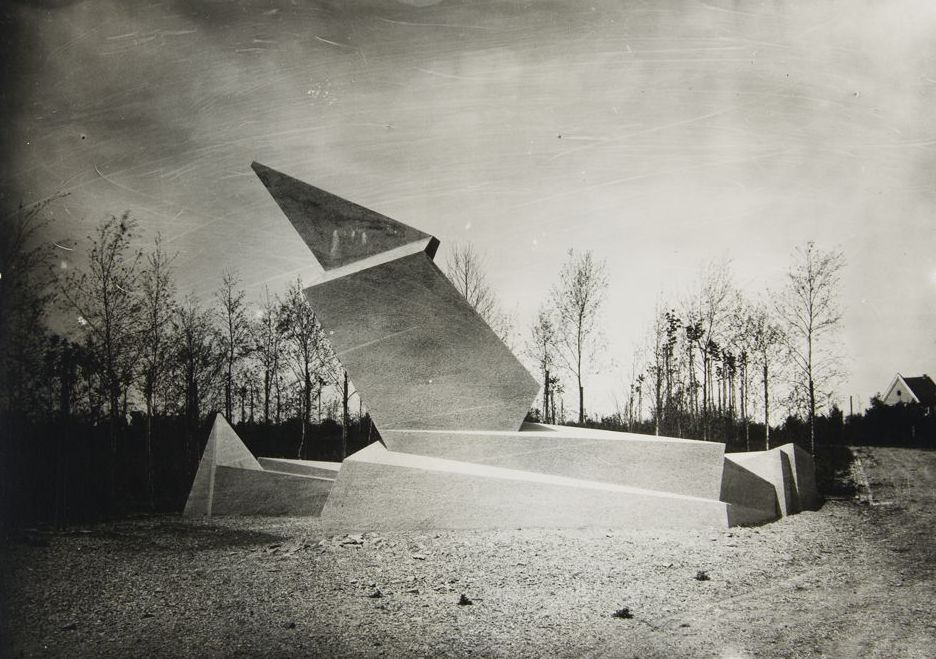
Památník padlým ve Výmaru

Vláda se vrátila do Berlína a nařídila konec generální stávky. Narazila ale na odpor odborů, které si začaly klást podmínky. Vypracovaly devítibodový program, který zahrnoval odsouzení všech pučistů, rozpuštění polovojenských organizací, znárodnění průmyslu a účast levicových radikálů na vládě. V bezvýsledné situaci podala Bauerova vláda demisi a odbory následně 22. března ukončily stávku. V některých částech země však stávka přerostla do dalšího povstání. V Sasku a Durynsku byli dělníci rychle poraženi, ale v Porúří se jim podařilo výrazně uspět. Dne 17. března 1920 obsadili levicoví radikálové Dortmund, den poté Hamm a Bochum a 19. března Essen a udrželi své pozice až do půlky dubna 1920.
Předčasné volby byly vypsány na začátek června 1920 a přinesly porážku vládní koalici, která ztratila 125 křesel a nedokázala dále složit většinu ve sněmu. Naopak posílili radikálové. Nezávislá sociální demokracie posílila o 61, nacionalisté z DNVP o 27 a konzervativci z DVP o 46 křesel. Nakonec vznikla menšinová vláda Centra, DVP a DDP opírající se o toleranci SPD.
Nový sněm v srpnu 1920 schválil zákon, který omilostnil všechny účastníky puče. Souzeni byli pouze vůdci a strůjci povstání a ti, co se dopustili obzvláště krutých činů. Kapp se vrátil do Německa v dubnu 1922 a zemřel nedlouho poté ve vězení, kde čekal na soud. Lüttwitz vyčkal s návratem na vyhlášení amnestie v roce 1924. Námořní brigáda Ehrhardt byla rozpuštěna v květnu 1920 a její členové přešli do řad regulérní armády.

### Památník padlým
Mezi roky 1920 a 1922 byl padlým během puče postaven památník ve Výmaru (německy nazvaný: Denkmal für die Märzgefallenen). Designu se ujala kancelář Waltera Gropiuse, člena Bauhausu. Nacisté ho v roce 1936 nechali zbourat, jelikož byl podle jejich ideologie příkladem degenerovaného umění. Památník byl v roce 1946 obnoven.